# Villenave-d’Ornon
Villenave-d'Ornon egy francia település Gironde megyében az Aquitania régióban. Lakosainak száma 42 185 fő (2022. január 1.).

## Földrajz

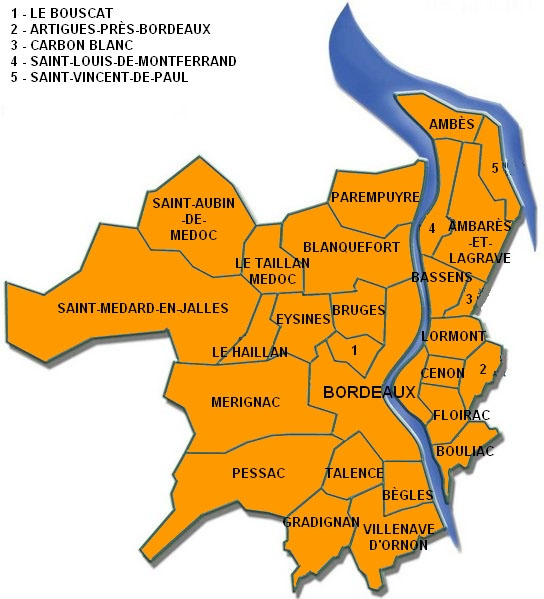
CUB

## Adminisztráció
Polgármesterek:
- 1995-2014 Patrick Pujol

## Demográfia
| Lakosok száma | 21 263 | 21 073 | 25 609 | 29 958 | 30 663 | 31 620 | 34 090 | 36 754 | 38 444 | 42 185 |
|               | 1968   | 1982   | 1990   | 2006   | 2013   | 2015   | 2017   | 2019   | 2020   | 2022   |

## Látnivalók
- XI. századi templom
- Dolmen

## Testvérvárosok
- Németország Seeheim-Jugenheim 1982-óta
- Portugália Torres Vedras 1993-óta
- Anglia Bridgend 1994-óta